# Flygande skytteln

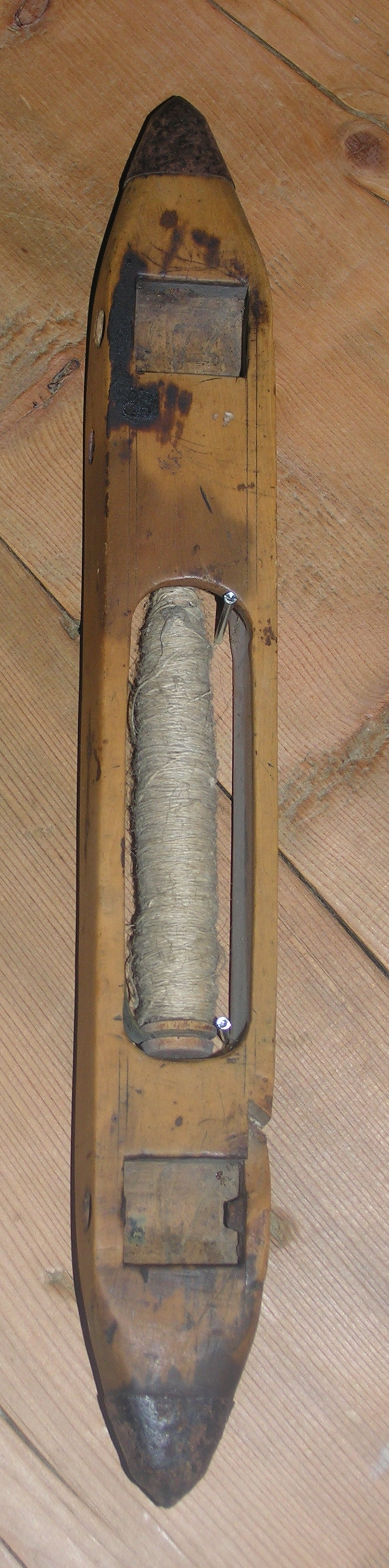
Flygande skytteln

Den första revolutionerande uppfinningen för vävarna kallades Den flygande skytteln och uppfanns år 1733 av John Kay. Den gjorde att vävningen gick snabbare, och med "Den flygande skytteln" kunde en enda person väva lika mycket som mellan två och fem personer kunnat förut. Men när vävningen gick snabbare var man också tvungen att skaffa fram garn till vävstolarna snabbare, och år 1764  uppfanns spinnapparaten Spinning Jenny.